# Západní Vitorazsko
Západní Vitorazsko, dnes známé spíše pod názvem Vitorazsko, je region v jihovýchodní části Jihočeského kraje v Česku, při hranici s Rakouskem. Oblast Západního Vitorazska o rozloze 113 km² představuje jen malou část původního Vitorazska, které nejdříve patřilo k Čechám, ale už od konce 13. století celé náleželo k Dolním Rakousům. Toto území v okolí Českých Velenic bylo připojeno k Československu od Rakouska na základě Saint-germainské mírové smlouvy k 31. červenci 1920. Jednalo se o jedno ze tří území přičleněných z Rakouska k Československu.
Z hlediska katolické církevní správy spadalo Západní Vitorazsko nejprve pod pasovskou diecézi a od roku 1785 pod diecézi St. Pölten. Po připojení k Československu se stal apoštolským administrátorem Západního Vitorazska českobudějovický biskup Šimon Bárta. V roce 1937 se území, členěné do čtyř farností, stalo součástí českobudějovické diecéze.

## Původní správní a katastrální členění do roku 1920
Správní a soudní začlenění Západního Vitorazska se v době, kdy bylo součástí Dolních Rakous, opakovaně měnilo. Od 31. srpna 1868 do 30. září 1899 bylo toto území rozděleno mezi okresy Waidhofen an der Thaya a Zwettl, přičemž k okresu Zwettl patřily v té době ze západovitorazských obcí ty, které byly začleněné do soudního okresu Weitra (Höhenberg, Nakolice, Trpnouze a Vyšné), zatímco do okresu Waidhofen an der Thaya patřily obce začleněné do soudního okresu Schrems (Brand, Česká Cejle, Gmünd, Halámky, Krabonoš, Kunšach, Německé, Nová Ves nad Lužnicí, Rapšach, Tušť, Velenice).
K 1. říjnu 1899 pak na základě vyhlášky ministerstva vnitra č. 123/1899 ř. z. vzniká okres Gmünd, jehož součástí bylo celé území až do roku 1920. Na dva soudní okresy se celá oblast členila až do 30. září 1908. K 1. říjnu 1908 vzniká na základě vyhlášky ministerstva spravedlnosti č. 203/1908 ř. z. ze dne 25. září 1908 z části území soudních okresů Schrems a Weitra nový soudní okres Gmünd, jehož součástí se podle nařízení ministerstva spravedlnosti ze dne 22. února 1907, č. 40/1907 ř. z., z výše uvedených obcí staly obce České Velenice, Halámky, Krabonoš, Nakolice, Německé, Nová Ves nad Lužnicí, Trpnouze, Tušť a Vyšné. Zřejmě pro jejich jazykovou nevyhraněnost volili c. k. úředníci pojmenování některých nových osad podle názvů velkoměst, blízko obce Rapšach (Rottenschachen) např. Nový York, Paris, London či Bosna.
Na území pozdějšího západního Vitorazska žilo smíšené obyvatelstvo, Němci ovšem převládali na jihu, zatímco na severu žili převážně Češi, kteří etnograficky přináleželi k Čechům z oblasti Českých Budějovic. Např. v roce 1880 žilo v Tušti 619 Čechů a 32 Němců, v Halámkách 394 Čechů a 15 Němců, v Německém (Dvorech nad Lužnicí) 590 Čechů a 23 Němců, v Trpnouzi 162 Čechů a 56 Němců, v Rapšachu 1628 Čechů a 171 Němců a v Kunšachu 287 Čechů a 31 Němců. Údaje z pozdějších sčítání lidu, založených na tzv. obcovací řeči, jsou zpochybňovány, protože docházelo k nátlaku ze strany německých úřadů. Koncem 19. století Češi navíc v souvislosti s vybudováním železnice Vídeň-Praha a průmyslovým rozvojem zčásti expandovali na jih k městu Gmünd, kde na území obcí Česká Cejle, Dolní Velenice a Josefsko vzniklo české předměstí nazývané „nádraží Cmunt“.
| sídlo                          | česká | německá |
| ------------------------------ | ----- | ------- |
| Gmünd                          | 17    | 2411    |
| Česká Cejle (Böhmzeil)         | 176   | 1328    |
| Josefsko (Josefschlag)         | 5     | 399     |
| Dolní Velenice (Unterwielands) | 997   | 1169    |
| Horní Velenice (Oberwielands)  | 12    | 330     |
| Ehrendorf                      | 6     | 162     |
| Nagelberg                      | –     | 991     |
| Halámky (Witschkoberg)         | 41    | 455     |
| Höhenberg                      | –     | 181     |
| Reinpolz                       | –     | 102     |
| Krabonoš (Zuggers)             | –     | 490     |
| Kunšach (Gundschachen)         | 57    | 238     |
| Nakolice (Naglitz)             | 8     | 279     |
| Německé (Beinhöfen)            | 576   | 99      |
| Nová Ves nad Lužnicí (Erdweis) | 57    | 667     |
| Žofina Huť (Sofienwald)        | 1     | 265     |
| Rapšach (Rottenschachen)       | 1002  | 1003    |
| Obora (Thiergarten)            | 2     | 108     |
| Trpnouze (Tannenbruck)         | 158   | 88      |
| Tušť (Schwarzbach)             | 512   | 219     |
| Vyšné (Weißenbach)             | 2     | 360     |

V následujícím přehledu jsou uvedeny i ty obce (a katastrální území), které do poválečného Západního Vitorazska zasahovaly třeba jen nepatrnou částí svého tehdejšího území:
1. část území obce Česká Cejle (celé k. ú. Josefsko, část k. ú. Česká Cejle)
2. část území obce Velenice (části k. ú. Dolní Velenice, Horní Velenice, zanedbatelná část k. ú. Ehrendorf)
3. zanedbatelná část území města Gmünd (zanedbatelná část k. ú. Gmünd)
4. část obce Brand (část k. ú. Nagelberg)
5. celá obec Halámky (k. ú. Halámky)
6. část území obce Höhenberg (část k. ú. Höhenberg, část k. ú. Reinpolz)
7. část území obce Krabonoš (část k. ú. Krabonoš)
8. celá obec Kunšach (k. ú. Kunšach)
9. celá obec Nakolice (k. ú. Nakolice)
10. celá obec Německé (k. ú. Německé)
11. téměř celé území obce Nová Ves nad Lužnicí (téměř celé k. ú. Nová Ves nad Lužnicí a k. ú. Žofina Huť)
12. část obce Rapšach (část k. ú. Rapšach)
13. celá obec Trpnouze (k. ú. Obora, k. ú. Trpnouze)
14. celá obec Tušť (k. ú. Tušť)
15. celá obec Vyšné (k. ú. Vyšné)

Části první tří výše zmíněných obcí se po připojení k Československu spojily do obce České Velenice.

## Období po připojení k Československu
Po vzniku obce České Velenice se území Západního Vitorazska členilo na následující obce a katastrální území:
1. město České Velenice (z počátku k. ú. Česká Cejle, Dolní Velenice, Horní Velenice, Josefsko; později sloučeno do jednotného k. ú. České Velenice)
2. obec Halámky (k. ú. Halámky)
3. obec Krabonoš (k. ú. Krabonoš)
4. obec Kunšach (z počátku k. ú. Kunšach 1 a Kunšach 2, později sloučeno do jednotného k. ú. Kunšach)
5. obec Nakolice (k. ú. Nakolice)
6. obec Německé (k. ú. Německé)
7. obec Nová Ves nad Lužnicí (k. ú. Nová Ves nad Lužnicí)
8. obec Rapšach (k. ú. Rapšach)
9. obec Trpnouze (k. ú. Obora, Trpnouze)
10. obec Tušť (k. ú. Tušť)
11. obec Vyšné (k. ú. Vyšné[pozn. 7])

| obec                 | 1921  | 1921    | 1930  | 1930    |
| obec                 | česká | německá | česká | německá |
| -------------------- | ----- | ------- | ----- | ------- |
| České Velenice       | 2627  | 772     | 4379  | 227     |
| Halámky              | 429   | 10      | 373   | 2       |
| Krabonoš             | 91    | 284     | 142   | 255     |
| Kunšach              | 213   | 29      | 160   | 4       |
| Nakolice             | 13    | 188     | 29    | 181     |
| Německé              | 577   | 3       | 541   | 1       |
| Nová Ves nad Lužnicí | 204   | 622     | 272   | 507     |
| Rapšach              | 1725  | 141     | 1626  | 10      |
| Trpnouze             | 234   | 78      | 252   | 54      |
| Tušť                 | 615   | 7       | 595   | 5       |
| Vyšné                | 32    | 269     | 110   | 225     |

Po svém připojení k Československu území Západního Vitorazska tvořilo v rámci Čech nejprve zvláštní správní území Vitorazsko, poté bylo k 5. prosinci 1925 podle vládní vyhlášky ze dne 14. listopadu 1925 č. 243/1925 Sb. z. a n., „kterou upravují se obvody zastupitelských, soudních a politických okresů, obvody finančních a školských okresů na Vitorazsku“, rozděleno, přičemž menší jihozápadní část (dnes náležející do okresu České Budějovice) připadla k soudnímu okresu Nové Hrady v politickém okrese Kaplice; zatímco většina území (dnes náležející k okresu Jindřichův Hradec) připadla k soudnímu okresu Třeboň ve stejnojmenném politickém okrese. Z hlediska soudnictví však takto bylo Západní Vitorazsko rozděleno fakticky už od roku 1920.

## Od roku 1938 do konce druhé světové války
Po podpisu Mnichovské dohody zabralo nacistické Německo téměř všechny obce Západního Vitorazska. Zábor byl uskutečněn ve dnech 7. října až 10. října 1938. Dodatečně, a to 24. listopadu 1938, byly k nacistickému Německu připojeny také obce Halámky a Rapšach, takže nakonec zůstaly součástí Československa jen části katastrů obcí Tušť a Německé (dnes Dvory nad Lužnicí). V případě Tuště se jednalo o větší část katastru včetně intravilánu; naopak jižní část katastru obce, s místní částí Na Primárně, skončila v záboru. V případě obce Německé nebyla zabrána jen menší severní část katastru, zahrnující několik osaměle stojících domů. Zabraná část Západního Vitorazska byla z počátku součástí Sudetoněmeckých území, k 15. dubnu 1939 pak byla připojena k Zemskému hejtmanství Dolní Podunají, které bylo později přeměněno v Říšskou župu Dolní Podunají, přičemž západní hranice této župy zde probíhala po linii, která do roku 1920 tvořila hranici mezi Čechami a Dolními Rakousy.

## Od konce druhé světové války
V roce 1945 byli občané, kteří byli proti své vůli v roce 1920 připojeni k Československu, a Češi, kteří se po roce 1938 přihlásili k německé národnosti, vyháněni do Rakouska. (Za „národní zradu“ a přihlášení se k Němcům v roce 1938 bylo v květnu 1945 divoce popraveno 12 sedláků z Tuště a dvě místní ženy.) Po zásahu mocností československé úřady povolily tři měsíce po odsunu Vitorazanům vrátit se domů, jejich selské usedlosti však už zabrali pro sebe revoluční gardisté, partyzáni a novoosídlenci.
Na území Západního Vitorazska dnes existují následující celá katastrální území:
1. České Velenice
2. Dvory nad Lužnicí
3. Halámky
4. Krabonoš (součást obce Nová Ves nad Lužnicí)
5. Nová Ves nad Lužnicí (součást obce Nová Ves nad Lužnicí)
6. Nakolice (součást města Nové Hrady)
7. Obora u Vyšného (součást města Nové Hrady)
8. Rapšach (součást obce Rapšach)
9. Vyšné (součást města Nové Hrady)

a části katastrálních území:
- Tušť (součást města Suchdol nad Lužnicí) – téměř celý katastr, jelikož původní západní hranici katastru tvořily zasypané meandry původního neregulovaného koryta řeky Lužnice,
- východní část katastrálního území Hranice u Nových Hradů – jedná se o bývalé k. ú. Trpnouze,
- Suchdol nad Lužnicí – zanedbatelná část katastru, jelikož původní východní hranici katastru tvořily zasypané meandry původního neregulovaného koryta řeky Lužnice.